# Al-Andalus-moskee
De Al-Andalus-moskee (Spaans: Mezquita de al-Ándalus) is een moskee in de buurt van Arroyo del Cuarto, in de stad Málaga, in het zuiden van Spanje.

## Structuur
De moskee is 4.000 vierkante meter groot en telt twee ingangen, één voor mannen en één voor vrouwen. Zij heeft onder andere een kleuterschool, een auditorium voor 200 personen, drie gebedsruimtes, klaslokalen en een bibliotheek. Met een capaciteit van 1.000 mensen is zij een van de grootste moskeeën van Europa.
De minaret van de moskee is 25 meter hoog.